# Kaoru Wabiko
Kaoru Wabiko, jap. 我孫子薫 (ur. 20 października 1957) – japoński sztangista, olimpijczyk (1984). Startował w wadze piórkowej (do 60 kg).

## Osiągnięcia

### Letnie igrzyska olimpijskie
- Los Angeles 1984 – 4. miejsce (waga piórkowa)

### Mistrzostwa świata
- Los Angeles 1984 – 4. miejsce (waga piórkowa) – mistrzostwa rozegrano w ramach zawodów olimpijskich